# Otto zu Lynar

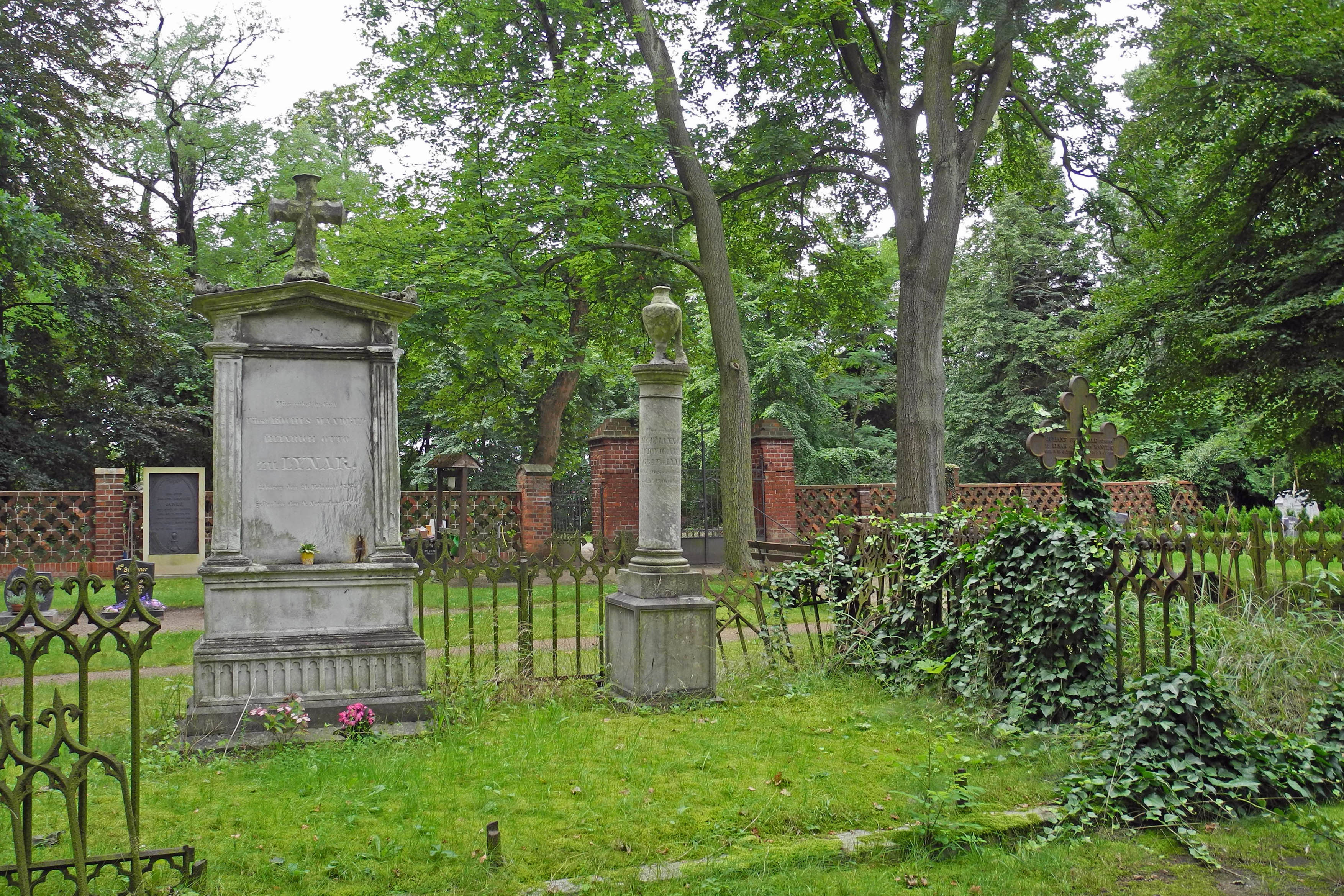
Grabstelle von Fürst Otto zu Lynar in Fürstlich Drehna

Fürst Rochus Otto Manderup Heinrich zu Lynar (* 21. Februar 1793 in Groß Stieten; † 9. November 1860 in Dresden, Königreich Sachsen) war Standesherr von Drehna in der Niederlausitz und Brandeis in Böhmen, Mitglied des brandenburgischen Provinziallandtages und formal des Preußischen Landtages. Er verfasste Gedichte und Dramen.

## Leben
Otto war der älteste Sohn von Fürst Moritz zu Lynar, Standesherr von Drehna und Brandeis und Friederike Juliane Gräfin von Ranzau-Brahesburg. Nach dem Tod des Vaters erbte er dessen Güter und den Fürstentitel. Seit etwa 1813 ließ Otto am Schloss Drehna einen Lustgarten errichten. 1817 verkaufte er die Herrschaft Brandeis und 1842 Schloss Vetschau mit den dazugehörigen Ortschaften.
Fürst Otto zu Lynar war seit 1837 Vertreter der Niederlausitzer Herrenstände auf den Brandenburgischen Provinziallandtagen. 1845 äußerte er seine Kritik an der Ohnmacht dieses Parlaments. 1847 war Otto Fürst zu Lynar Mitglied im vereinigten Landtag, seinen Sitz im Herrenhaus des Preußischen Landtages seit 1854 nahm er jedoch nicht mehr ein.
Nach seinem Tod 1860 ging die Herrschaft Drehna an seine Schwiegertochter Amalie Rosalie von Gollwitz, Witwe seines Sohnes Alfred aus morganatischer Ehe, da alle drei Söhne bereits gestorben waren. Der Fürstentitel ging an seinen jüngsten Bruder Ernst zu Lynar.
Von Otto zu Lynar sind ein Band mit Gedichten und zwei Schauspiele gedruckt worden.

## Ehe und Nachkommen
Fürst Rochus Otto Manderup Heinrich zu Lynar war mit Eleonore Louise Hedwig von Bose (* 15. September 1797 in Dessau; † 26. September 1831 in Fürstlich Drehna) seit dem 15. August 1815 verheiratet. Söhne waren
- Alfred Hermann Otto Ludwig zu Lynar (9. September 1820; † 17. Oktober 1759 in Fürstlich Drehna), verheiratet mit Amalie Rosalie Senger (* 14. November 1834 in Berlin; † 9. Januar 1906 in Potsdam), Erbin der Herrschaft Drehna
- Arthur Hugo zu Lynar (* 8. Juli 1822; † 11. Mai 1846)
- Ernst Ottokar zu Lynar (* 1. Januar 1824; † 13. April 1854 in Paris)
- Maximilian Guido zu Lynar (* 15. Januar 1831; † 20. Juli 1834)